# Katedra w Salisbury, widok od strony gruntów biskupich
Katedra w Salisbury, widok od strony gruntów biskupich (ang. Salisbury Cathedral from the Bishop's Grounds) – obraz angielskiego malarza Johna Constable’a.

## Historia obrazu
Constable odwiedził po raz pierwszy Salisbury w 1820 roku, goszcząc u swojego przyjaciela, biskupa Johna Fishera. Wykonał wówczas serię szkiców olejnych przedstawiających tamtejszą katedrę widzianą od strony dóbr biskupich. To właśnie Fisher, sam zajmujący się malarstwem, po obejrzeniu szkiców zlecił artyście wykonanie pełnowymiarowego obrazu olejnego. Dzieło o wymiarach 87,6 × 111,8 cm, ukończone w 1823 roku, zostało zaprezentowane na wystawie w Królewskiej Akademii Sztuk Pięknych, gdzie spotkało się z pozytywnymi recenzjami krytyków.
Zleceniodawca nie był zadowolony z dzieła, krytykując zbyt ciemną tonację chmur i zamówił u artysty wykonanie nowej wersji obrazu, z pogodnym niebem. Płótno o wymiarach 88,9 × 112,4 cm zostało ukończone już po śmierci biskupa, w 1826 roku.

## Proweniencja
Wersja obrazu z 1823 roku znajduje się w zbiorach Muzeum Wiktorii i Alberta w Londynie. Druga wersja z 1826 roku jest częścią nowojorskiej Frick Collection. Pełnowymiarowe studium olejne drugiej wersji, datowane na 1825 rok, można oglądać w Metropolitan Museum of Art w Nowym Jorku.

## Opis obrazu
Obraz przedstawia katedrę widzianą od strony posiadłości biskupa Fishera, co ma być hołdem złożonym przez artystę pobożności duchownego. Centralną część płótna stanowi świątynia ze strzelistą wieżą wzbijającą się w niebo. Ukazano ją w otoczeniu z drzew, tworzących u góry łuk. Na pierwszym planie widać pejzaż z pasącymi się krowami. W lewym dolnym rogu obrazu artysta ukazał biskupa Fishera przechadzającego się z żoną. Przed nimi widać młodą kobietę z parasolką, prawdopodobnie jedną z córek.
Wersja z 1826 różni się otwarciem łuku tworzonego przez drzewa i jaśniejszymi barwami nieba.